# Municipio de Strehlow
El municipio de Strehlow (en inglés: Strehlow Township) es un municipio ubicado en el condado de Hettinger en el estado estadounidense de Dakota del Norte. En el año 2010 tenía una población de 29 habitantes y una densidad poblacional de 0,31 personas por km².

## Geografía
El municipio de Strehlow se encuentra ubicado en las coordenadas 46°24′27″N 102°51′28″O / 46.40750, -102.85778. Según la Oficina del Censo de los Estados Unidos, el municipio tiene una superficie total de 93.13 km², de la cual 92,94 km² corresponden a tierra firme y (0,2 %) 0,19 km² es agua.

## Demografía
Según el censo de 2010, había 29 personas residiendo en el municipio de Strehlow. La densidad de población era de 0,31 hab./km². De los 29 habitantes, el municipio de Strehlow estaba compuesto por el 100 % blancos. Del total de la población el 0 % eran hispanos o latinos de cualquier raza.